# Lijst van rijksmonumenten in Klarenbeek
De plaats Klarenbeek telt 12 inschrijvingen in het rijksmonumentenregister. Hieronder een overzicht.
| Object                                      | Oorspronkelijke functie?  | Bouwjaar  | Architect  | Locatie              | Coördinaten?                 | Nr.?   | Afbeelding                              |
| ------------------------------------------- | ------------------------- | --------- | ---------- | -------------------- | ---------------------------- | ------ | --------------------------------------- |
| Grenspaal                                   | Grensafbakening           |           |            | De Kar 1 (tegenover) | 52° 11' 46" NB, 6° 3' 22" OL | 38055  | Upload foto                             |
| De Hoop                                     | Industrie- en poldermolen | 1905      |            | Molenweg 4           | 52° 10' 8" NB, 6° 4' 6" OL   | 38056  | Meer afbeeldingen                       |
| Twee grenspalen Heerlijkheid Het Loo        | Grensafbakening           | 18e eeuw  |            | De Dalk              | 52° 10' 25" NB, 6° 3' 42" OL | 38057  | Meer afbeeldingen                       |
| Huize Klarenbeek: hoofdgebouw               | Dienstwoning              | 1842      |            | J R Krepellaan 6     | 52° 9' 58" NB, 6° 4' 32" OL  | 523316 | Huize Klarenbeek: hoofdgebouw           |
| Huize Klarenbeek: oranjerie/koetshuis       | Tuin, park en plantsoen   | 1842      |            | J R Krepellaan bij 6 | 52° 9' 58" NB, 6° 4' 32" OL  | 523317 | Huize Klarenbeek: oranjerie/koetshuis   |
| Huize Klarenbeek: schoorsteen               | Industrie                 | 1886-1895 |            | J R Krepellaan bij 6 | 52° 9' 58" NB, 6° 4' 32" OL  | 523318 | Huize Klarenbeek: schoorsteen           |
| Huize Klarenbeek: huidige kantoorgebouw     | Handel en kantoor         | 1924      |            | J R Krepellaan bij 6 | 52° 9' 58" NB, 6° 4' 32" OL  | 523319 | Huize Klarenbeek: huidige kantoorgebouw |
| Huize Klarenbeek: voormalig kantoor         | Handel en kantoor         | 1886-1905 |            | J R Krepellaan bij 6 | 52° 9' 58" NB, 6° 4' 32" OL  | 523320 | Huize Klarenbeek: voormalig kantoor     |
| Huize Klarenbeek: fabriekshal met woning    | Industrie                 | 1886-1905 |            | J R Krepellaan bij 6 | 52° 9' 58" NB, 6° 4' 32" OL  | 523321 | Upload foto                             |
| Huize Klarenbeek: ketelhuis met schoorsteen | Industrie                 | 1886-1895 |            | J R Krepellaan bij 6 | 52° 9' 58" NB, 6° 4' 32" OL  | 523322 | Upload foto                             |
| Huize Klarenbeek: ketelhuis                 | Industrie                 | 1948      | A. Warnaar | J R Krepellaan bij 6 | 52° 9' 58" NB, 6° 4' 32" OL  | 523323 | Upload foto                             |
| Fabriekshal                                 | Industrie                 | 1886-1905 |            | J R Krepellaan bij 6 | 52° 9' 58" NB, 6° 4' 32" OL  | 523324 | Upload foto                             |

Klarenbeek ligt gedeeltelijk in de gemeente Apeldoorn en gedeeltelijk in de gemeente Voorst. Het Apeldoornse deel telt geen inschrijvingen in het rijksmonumentenregister. Zie Lijst van rijksmonumenten in Apeldoorn (gemeente) voor andere plaatsen in de gemeente Apeldoorn.